# كارمن مارتين جايتي
كارمن مارتين جايتي (بالإسبانية: Carmen Martín Gaite) (بالإسبانية: Carmen Martín Gaite) روائية وكاتبة مقال إسبانية وُلدت في سلامنكا، إسبانيا 8 ديسمبر 1925 وتُوفيت في مدريد، إسبانيا، 22 يوليو 2000. وتنتمي مارتين جايتي إلى ما يسمى بجيل الخمسينات - أطفال الحرب - ،وقد حصلت على العديد من الجوائز، من أهمها جائزة نادال عام 1957 و جائزة أمير أستورياس عام 1988 ، والجائزة الوطنية للرواية.

## السيرة الذاتية
ولدت كارمن في 8 ديسمبر عام 1925، وهي الابنة الثانية لخوسيه مارتين لوبيث الذي ولد في عام 1885 في بلد ابن الوليد وماريا غايتي بيلوسو التي ولدت في اورينثي عام 1894 التي تزوجت عام 1923 في بلازا دي لوس باندوس ( سالامانكا) . تعرف والدها على والدتها في سالامانكا ، حيث عمل خوسيه مارتين في هيئة التوثيق. كان أجدادها لأمها من أورينس وولدت والدتها أيضًا في هذه المقاطعة. كان جده أستاذاً جامعي جغرافيا وكان أيضا خال والدتها مؤسس اتينيو دى اورينسي وقد كان مديرا محررا لصحيفة الاورينسانو . اعتادت الأسرة على قضاء إجازة الصيف في مزرعة التي كان يمتلكها أجدادهم من أمهاتهم في سان لورينزو دي بينور (باربادوس)   ، على التي تقع علي بعد خمسة كيلومترات من أورينسي. كانت هذه الرحلات بمثابة أساس ارتباطها بغاليسيا واهتمامها بوطنها الأم، الذي كان مصدر إلهام لها في كتابة أعمالها Las ataduras و Retahílas.
في طفولتها لم تذهب إلى أي مدرسة لأن خوسيه مارتن، ذو الأفكار الليبرالية ، لم يكن يرغب في أن تتعلم في مؤسسة دينية، لذلك تلقت دروسًا من مدرسين خاصين ومن والدها، الذي قد كان عاشقا للتاريخ والأدب، قد كان يعتبر المؤسس ل كارمن وشقيقتها آنا في هذه التخصصات.
حالها حال أختها آنا، فقد منع اندلاع الحرب الأهلية الإسبانية كارمن من الالتحاق بالمدرسة الثانوية في معهد-مدرسة مدريد، لذلك كان عليها إكمال دراستها الثانوية في معهد المرأة في مسقط رأسها، والذي انعكس عليها فيما بعد في روايتها بين الستائر. وهناك فقد تتلمذت على يد رافائيل لابيسا وسلفادور فرنانديز راميريز، اللذا عينا لاحقاً عضوان في الأكاديمية الملكية الإسبانية، بينما كانا لهما تأثيرًا واضحًا في رسالتها الأدبية.

## الأعمال الأدبية

### الرواية
- منتجع (1954)
- بين الستائر (1957)
- السندات (1959)
- رتيم بطيء (1963)
- مقتطفات من الداخل (1976)
- الغرفة الخلفية (1978)
- قصص كاملة (1978، 1994، 2005)
- القلعة ذات الثلاثة جدران (1981)
- كعكة الشيطان (1985)
- قصتين خياليتين (1986)
- غيوم متنوعة (1992)
- قصتين رائعتين (1992)
- ملكة الثلج (1994)
- الغريب هو أن تحيى (1997)
- مغادرة المنزل (1998)
- ذوي القربى (2000)

### المقال
- عملية مانكاناز :قصة التطويق (1970)
- استخدامات حبية لرقم 18 في إسبانيا (1973)
- الكونت جوادلأورس، زوجته وعمله (1976)
- استخدامات حبية بعد الحرب الأهلية الإسبانية (1981)
- القصة التي لا تنتهي أبدا (ملاحظات عن السرد والحب والكذب) (1983)
- عبر النافذة: منظور نسائي عن الأدب الإسباني (1987)

### أجناس أدبية آخرى
- عاصفة (1973)، (شعر)
- البحث عن المحاور وعمليات بحث آخرى (1974) (مقالات)
- كل شيء كان قصة قديمة في نيويورك (1986)، (شعر)
- مياة جارية (مقالات، مقدمات خطب) (1993)، (متنوع)
- منتظرا المستقبل. عرفان وتقدير لأجانسيو ألديكوا (1994)، (مؤتمر)
- الأخت الصغرى (1999)، (مسرح)
- قصائد (2001)، (شعر)
- ملاحظات عن كل شيء (2002)، (صحافة)
- يطلب الكلمة (2002)، (مؤتمر)
- رؤية لنيويورك (2005)، (صحافة)
- سحب الموضوع: (مقالات 1949-2000)، (2006)، (مقالات)

## جوائز
- جائزة مقهي خيخون (1954)
- جائزة نادال (1957)
- الجائزة الوطنية للرواية (1978)
- جائزة أنجراما للمقال (1987)
- جائزة كاستيا وليون للآداب (1991)
- الجائزة الوطنية للآداب الإسبانية (1994)
- جائزة أمير أستورياس للآداب الإسبانية (1988)

## روابط خارجية
- كارمن مارتين جايتي على موقع IMDb (الإنجليزية)
- كارمن مارتين جايتي على موقع ميوزك برينز (الإنجليزية)
- كارمن مارتين جايتي على موقع ديسكوغز (الإنجليزية)